# Palácio Landal
O Palácio Landal, ou Solar dos Sousa Coutinho, fica localizado no número 185 da Rua Serpa Pinto, em Santarém.
Bonito edifício do século XVII, constituído por dois pisos. A fachada apresenta uma bonita decoração de varandas de ferro fundido bem como um painel neo-barroco de azulejos que celebra a data de nascimento de Frei Luís de Sousa.

## História
Antes de ser adquirido pelo 1.º Visconde de Landal em meados do século XIX pertencia à Família Sousa Coutinho. Consta que aqui terá nascido Frei Luís de Sousa.
Alberga no primeiro andar a Sociedade Recreativa Operária de Santarém. Sofreu recentemente obras de restauro durante as quais lhe foi devolvido um dos tectos trabalhados que havia tido no tempo dos Viscondes de Landal.

## Ligções externas
- Correio do Ribatejo